# Союз українок Волині
Союз українок Волині — жіноча громадська організація, створена 1927 року шляхом об'єднання жіночих комітетів, що діяли при школах (переважно з харитативною метою), а також при філіях і читальнях «Просвіти» на Волині.
Мав трирівневу структуру: центральний осередок у Рівному, 8 філій (зокрема одна у Брест-Литовську) та 5 гуртків. За напрямами діяльність СУВ відповідав роботі Союзу українок у Львові, з яким підтримував тісні зв'язки, однак за масштабами була скромнішим.
Після ліквідації читалень «Просвіти» польською владою Союз українок Волині частково перебрав їхню функцію. Алу 1938 року організацію було ліквідовано.
Довголітньою головою СУВ була Параскева Багринівська.
Серед активних діячок: Марія Волосевич, М. Черкавська, О. Підгірська, О. Пирогова, Ніна Річинська, Ірина Прісневська, А. Мартинюк, Г. Рощинська, Антоніна Горохович, Л. Горбачевська.